# 費茲羅伊瀑布

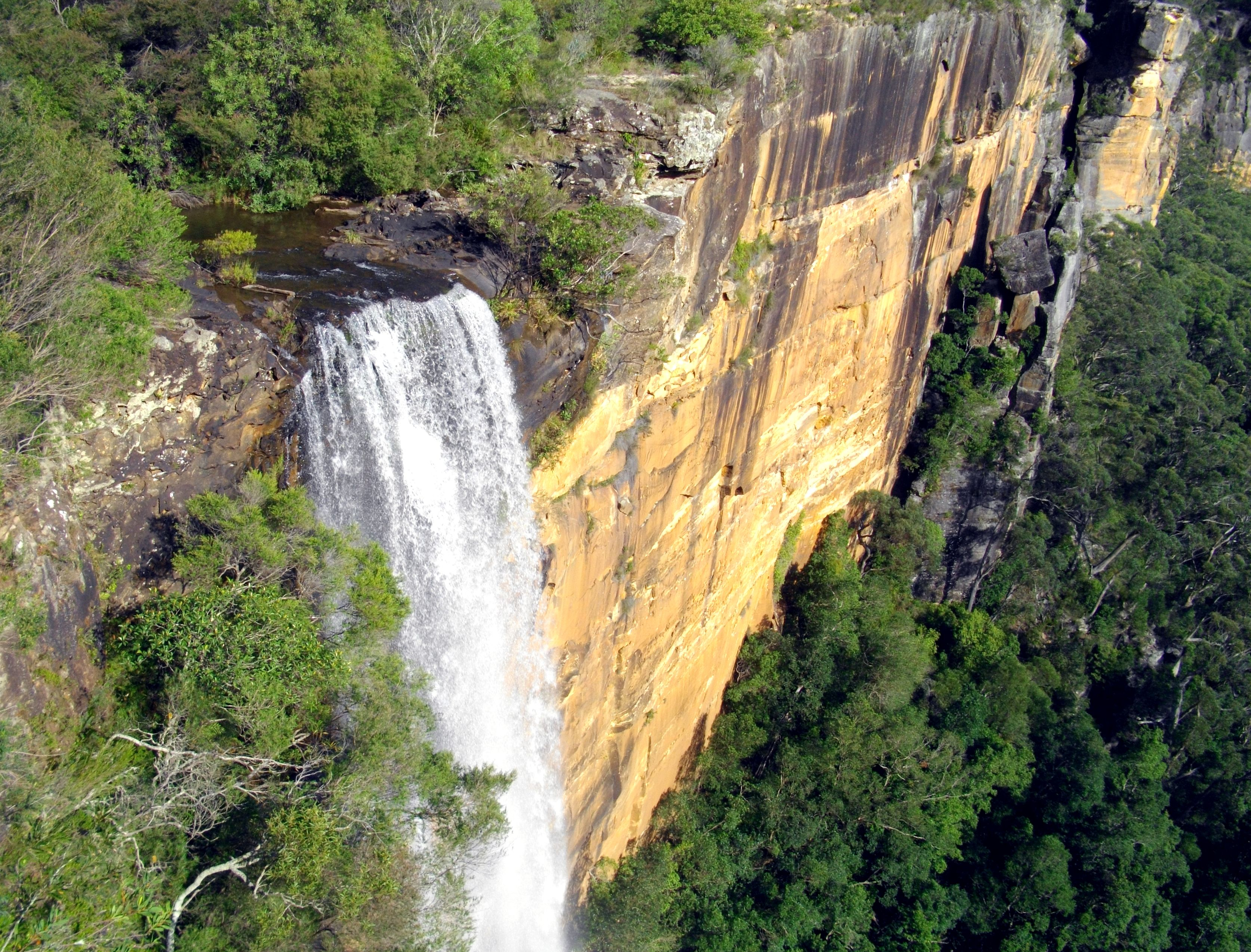
費茲羅伊瀑布

費茲羅伊瀑布是位於澳大利亞新南威爾斯州南部高地之摩頓國家公園的一處著名風景區，瀑布名乃根據1850年代時的新南威爾斯州州督之名費茲羅伊爵士；2006年，鄰近人口有688人。近處建有餐飲區、步道和觀景臺等以便遊客使用。

## 外部連結
- 澳大利亞國家圖書館 攝影集 （页面存档备份，存于）
- 新南威爾斯州環境廳　費茲羅伊瀑布觀光導覽中心（經濟報告） （页面存档备份，存于）
- 新南威爾斯州博物館暨藝廊 費茲羅伊瀑布觀光導覽中心
- Wingecarribee Shire 地方事務討論

34°39′S 150°29′E / 34.650°S 150.483°E